# Acrodontis yazakii
Acrodontis yazakii is een vlinder uit de familie van de spanners (Geometridae). De wetenschappelijke naam van de soort is voor het eerst geldig gepubliceerd in 1995 door Hideki Koboayashi.

## Type
- holotype: "male, 17.I.1993, leg. Niima Lizuka. genitalia slide no. 651HK"
- instituut: NSMT, Tokyo, Japan
- typelocatie: "Japan, Okinawa Island, Kunigami"

## Synoniemen
- Acrodontis hunana Inoue, 1976 junior homoniem van Acrodontis hunana Wehrli, 1936